# Jan Cyprián z Thun-Hohensteinu
Jan Cyprián z Thun-Hohensteinu, počeštěně z Thun-Hohenštejna (německy Johann Cyprian von Thun-Hohenstein, 26. srpna 1569 – 1631, Děčín) byl česko-rakouský šlechtic z rodu Thun-Hohenštejnů.

## Život
Narodil se jako syn z 18 dětí svobodného pána Zikmunda z Thunu (Castell-Brughier) a jeho manželky Anny Kristýny Fuchsové z Lebenbergu (podle jiných zrdojů z Freudensteinu).
V mládí žil na zámku Castelfondo, který mu později připadl při dělení rodového majetku 9. dubna 1596. Později jeho bratr, maltézský rytíř říšský hrabě Kryštof Šimon, naplánoval přeložení rodového sídla do Čech, kam se později přestěhoval také Jan Cyprián. Stali se tak prvními z rodu Thunů, kteř žili trale v Čechách, a stali se tak zakladateli české větve hrabat z Thunu-Hohensteinu.
Zavraždění jeho zetě Karla z Trauttmansdorffu v roce 1627, manžela jeho dcery Anny Alžběty, pro něho znamenalo těžká strádání, k čemuž se v roce 1629 ještě přidalo vydrancování jeho majetků vojsky třicetileté války.
S manželkou Annou Marií z Preysingu měl ještě další děti, z nichž Jan Zikmund (1594-1646) byl pokračovatelem české linie rodu, ašak i za jeho správy rodový majetek postihl podobný osud jako otce.